# 馬薖
馬薖（1549年—1594年），字允寬，原號依崖，後復張姓，改號我度，直隸河間府景州故城縣人，民籍，明朝政治人物。

## 生平
萬曆七年（1579年）己卯科順天府鄉試第九十二名，萬曆十一年（1583年）癸未科會試第三百四十九名，登三甲第一百五十五名進士。都察院觀政，初授湖廣荆州府推官，廉幹精明，推鞫张居正獄不刻不阿，直聲振一时，撫按韙之。十四年擢大理寺右评事，十八年升户部主事，二十二年升户部员外郎，監閲湖廣，積弊一空，清風两袖。升户部郎中，以外艱歸，家産不足自贍，猶有饥寒之患。尋以病卒。

## 家族
曾祖馬經；祖父馬潮；父馬永。母孫氏。